# Donald H. Tuck
Donald Henry Tuck (geboren am 3. Dezember 1922 in Launceston, Tasmanien; gestorben am 11. Oktober 2010 in Melbourne) war ein australischer Bibliograph im Bereich der Science-Fiction-Literatur.
Seine Arbeiten gelten zusammen mit den Bibliographien Everett F. Bleilers als wegweisend und sind heute noch, wenn auch nicht mehr aktuell, in manchen Bereichen unverzichtbar und waren Grundlage für aktuelle Referenzwerke.

## Leben
Tuck war ein frühes Mitglied des australischen SF-Fandoms und Herausgeber des ersten tasmanischen SF-Fanzines Profan, von dem von April bis September 1941 drei Ausgaben erschienen. Der Krieg beendete das Projekt und Tuck wurde für die Australian Electrical & Mechanical Engineers (AEME) dienstverpflichtet, zum Radiotechniker ausgebildet und leistete Dienst auf Thursday Island und Horn Island in der Torres-Straße. Nach dem Krieg studierte er an der University of Tasmania in Hobart und trat nach seinem Abschluss bei der Electrolytic Zinc Company ein, wo er bis zu seiner Pensionierung 1982 in verschiedenen Positionen arbeitete.
Sein beständiges Interesse an der bibliographischen Erfassung von Science-Fiction-Literatur führte dazu, dass er im Laufe der Jahre eine umfangreiche Kartei zusammentrug, wobei SF-Fans und -Sammler aus der ganzen Welt Informationen beitrugen.
Diese Kartei war die Grundlage für das 1954 im Selbstverlag herausgebrachte Handbook of Science Fiction and Fantasy, das 1959 in einer zweiten, erweiterten Auflage erschien. Wie Bleiler auch setzte er dabei keine engen Genre-Grenzen, sondern er erfasste neben SF im engeren Sinn auch Fantasy, Weird Fiction und dem literarischen Mainstream zugerechnete Autoren wie Wyndham Lewis und Virginia Woolf, eine Praxis, die auch von aktuellen Referenzwerken wie der Encyclopedia of Science Fiction geübt wird.
1974 erschien dann der erste Band der auf drei Bände angelegten Encyclopedia of Science Fiction and Fantasy through 1968, die für viele Jahre das bibliographisch-biographische Standardwerk der Science-Fiction bleiben sollte. Das Werk wurde sehr positiv aufgenommen, lobend besprochen und mehrfach ausgezeichnet.
Was die bibliographischen Informationen betrifft, so wurden diese inzwischen in Online-Datenbanken wie Internet Speculative Fiction Database integriert, die enthaltenen Kurzbiografien dagegen sind weiterhin in vielen Fällen eine wertvolle Quelle, zumal sich Online-Lexika wie die SFE auf Werke konzentrieren und kaum Lebensdaten bieten.
Nach seiner Pensionierung 1982 zog Tuck mit seiner Frau nach Melbourne, um in größerer Nähe zu den Enkelkindern zu leben. 2010, sechs Wochen nach dem Tod seiner Frau starb Tuck im Alter von 87 Jahren.
Sein Nachlass befindet sich in der Fryer Library an der University of Queensland und an der Murdoch University in Perth.

## Auszeichnungen
- 1962: Worldcon Special Convention Award für A Handbook of Science Fiction and Fantasy
- 1975: Big Heart Award für seine Leistungen für die SF-Community
- 1979: Hugo Award, Locus Award und den World Fantasy Award für The Encyclopedia of Science Fiction and Fantasy, Vol. 2
- 1984: Hugo Award für und Locus Award The Encyclopedia of Science Fiction and Fantasy, Vol. 3

1975 war er als Ehrengast der Aussiecon I eingeladen, konnte aber nicht teilnehmen.

## Bibliographie
- A Handbook of Science Fiction and Fantasy. Hobart 1954.
- A Handbook of Science Fiction and Fantasy: 2nd Edition, Revised and Enlarged: April 1959: A Collection of Material Acting as a Bibliographic Survey to the Fields of Science Fiction and Fantasy (Including Weird), Covering the Magazines, Books, Pocket Books, Personalities, Etc, of these Fields up to December 1957. Hobart 1959.
- The Encyclopedia of Science Fiction and Fantasy through 1968: A Bibliographic Survey of the Fields of Science Fiction, Fantasy, and Weird Fiction through 1968. 3 Bde. Advent, Chicago, Illinois.
  - Volume 1: Who's Who, A–L. 1974.
  - Volume 2: Who's Who, M–Z. 1978.
  - Volume 3: Miscellaneous. 1983.